# 斗門区
斗門区（ともんく）は中国広東省珠海市に位置する市轄区。南宋末に宗室がこの地に逃れた歴史的経緯より、宋の国姓であった趙姓の住民が現在も多く居住している。

## 歴史
南宋に新会潮居里、元代に潮居郷と称され、明代になると黄梁都、清代光緒年間に黄梁鎮と改称された。
1931年には中山県第八区と改編、1965年に斗門県が設置された。1983年に珠海市の管轄となり、2004年4月4日に市轄区に昇格し現在に至る。

## 行政区画
1街道、5鎮を管轄する
- 街道:白藤街道
- 鎮:蓮洲鎮、斗門鎮、乾務鎮、白蕉鎮、井岸鎮

## 交通

### 道路
- 高速道路
  - 西部沿海高速道路
  - 広仏江珠高速道路
  - 珠海空港高速道路
  - 高欄港高速道路